# Гран Морен
Гран Морен (фр. Grand Morin) је река у Француској. Дуга је 118 km. Улива се у Марну. 